# Aurora Arias
Aurora Arias, née le 22 avril 1962, est une écrivaine, journaliste, féministe et astrologue dominicaine.

## Biographie
Elle publie des poèmes dans les livres Vivienda de pájaros en 1986 et Piano lila en 1994 et travaille également dans le domaine de la fiction en prose.
En 1994, elle remporte le prix du Conte de la Maison du Théâtre pour son œuvre Invy's Paradise.
Elle est co-éditrice de Quehaceres, une publication du Centre d'invesitigation pour l'Action Féminine (CIPAF) entre 1989 et 1996.

## Œuvres
- Vivienda de pájaros (1986)
- Piano lila (1994)
- Invi's Paradise y otros relatos (1998)
- Fin de mundo y otros relatos (2000)
- Emoticons (2007)
- La palabra revelada: el poder de contarnos (2011)

### Traductions françaises
- « Parquecito », traduction de Vanessa Capieu, in Les Bonnes Nouvelles de l'Amérique latine, Gallimard, « Du monde entier », 2010  (ISBN 978-2-07-012942-3)